# Белхатув
Белха́тув (пол. Bełchatów) — город в Лодзинском воеводстве, в Белхатовском повяте, расположен на реке Ракувке. Город основан в XIV веке, статус города от 1743 г. до 1870 и от 1925 г. Белхатув — это крупный центр горной промышленности: в 10 км от города находятся буро-угольный карьер «Белхатув» и электростанция «Белхатув».
По данным на 30 июня 2004 г., население составляет 62 437 жителей. Площадь города — 34,63 км².
В городе есть футбольный клуб «Белхатув», а также мужской волейбольный клуб «Скра» (Skra).

## История
Во время Второй мировой войны на территории города нацисты организовали гетто, узниками которого были около 6000 евреев. Оно действовало с февраля-марта 1941 года по 11 августа 1942 года. Большая часть узников гетто в Белхатуве была отправлена в лагерь смерти Хелмно.

## Города-побратимы
- Советск (Калининградская область)